# Zond 5
Pour les articles homonymes, voir Zond (homonymie).

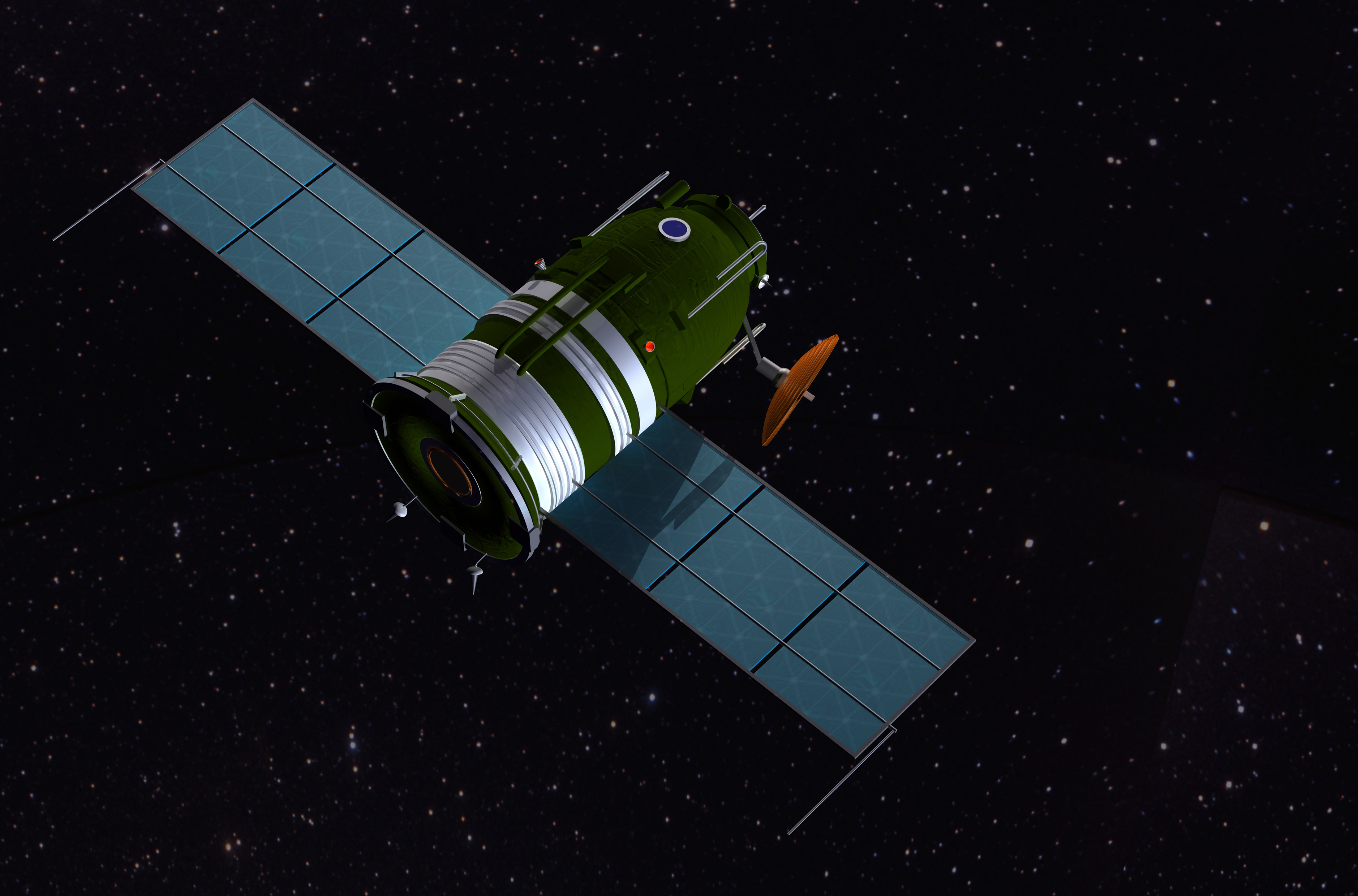
Représentation d'une sonde Zond.

Zond 5 est une capsule spatiale soviétique de 5 375 kg du programme Zond, lancée le 14 septembre 1968 à 21:42:11 TU. Zond 5 réalise la première récupération sur Terre d'un véhicule spatial ayant contourné la Lune, avant le vol circumlunaire d'Apollo 8.

## Caractéristiques de la mission
Zond 5 est une version dérivée du vaisseau spatial Soyouz, pesant cinq tonnes avec un module de service cylindrique flanqué de deux panneaux solaires et une cabine habitable. Un premier prototype a été lancé sous l'appellation Zond 4.
- Pays : Union des républiques socialistes soviétiques.
- Date de lancement : 22 octobre 1966 à 08 h 38 min 00 s (UTC).
- Site de lancement : Tyuratam, Cosmodrome de Baïkonour (Kazakhstan).
- Lanceur : fusée Proton.

## Déroulement de la mission

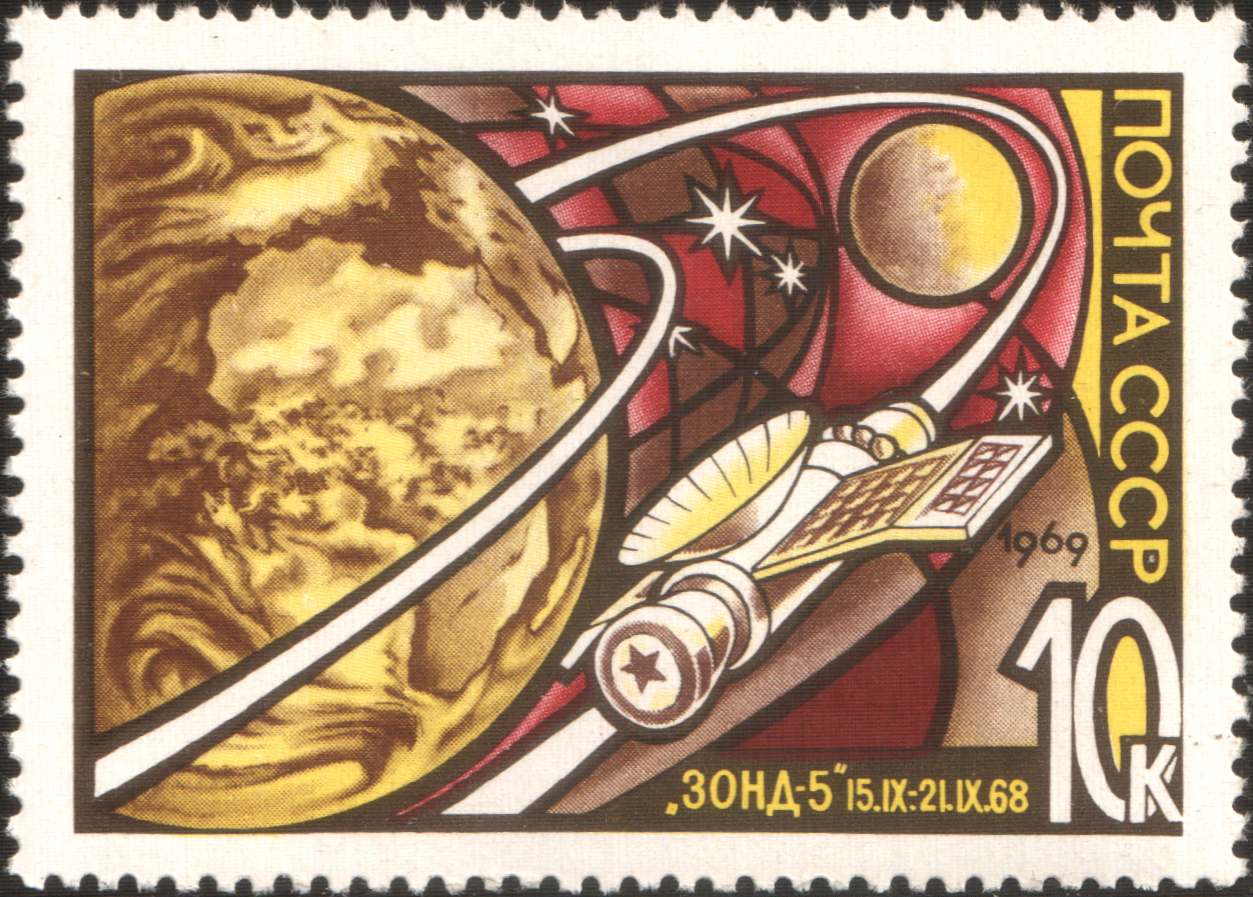
Timbre commémoratif de la mission Zond 5.

Le septième lancement d’un vaisseau Soyouz 7K-L1 par une fusée Proton équipée d'un étage de type Bloc D le 15 septembre 1968 depuis le cosmodrome de Baïkonour est conçu comme un précurseur d'un engin lunaire habité.
La sonde Zond 5 contenait entre autres un mannequin équipé d'un compteur de radiations et une charge biologique de deux tortues de Horsfields, de mouches, de vers de farine, de plantes, de graines, de bactéries, etc. Ce fut la première sonde à emporter des êtres vivants aussi près de la Lune,.
Le lancement est parfait : le 1er étage se sépare et le 2e s'allume à T+126 secondes à 42 km d'altitude, la tour de sauvetage est éjectée à T+185 secondes, le 2e étage se sépare et le 3e s'allume à T+338 secondes à 130 km, le 3e étage s'éteint à T+481 secondes à 161 km d'altitude, le bloc D brûle durant 108 secondes et place Zond 5 sur une orbite d'attente à 187 km de périgée et 219 km d'apogée. Après 56 minutes en orbite, le bloc D s'allume à nouveau et place le vaisseau sur une trajectoire translunaire. Une correction de trajectoire est effectuée le 17 septembre à 325 000 km de la Terre, pour réaliser un survol photographique de la face arrière de la Lune à 1 960 km d'altitude le 18 septembre 1968.
Sur la trajectoire de retour, à 142 000 km de la Terre, une correction prépare la rentrée dans l'atmosphère en visant un périgée à 35 km. Zond 5 a pris des photographies de haute qualité de la Terre à une distance de 90 000 km.
Avant la rentrée sur Terre, une panne au centre de contrôle entraîne une perte de liaison avec le gyroscope de bord et le vaisseau entame une trajectoire balistique à 20G empêchant l'atterrissage prévu au Kazakhstan. Le 21 septembre 1968 à 15h54 GMT, la capsule fit sa rentrée dans l'atmosphère terrestre, freinée aérodynamiquement par des parachutes déployés à une altitude de 7 km. Le freinage fut extrêmement brutal, avec une décélération entre 10 et 16G. La capsule plongea dans l'océan Indien à 16h08 aux coordonnées géographiques 32° 38′ S, 68° 33′ E et fut récupérée avec succès. Les navires soviétiques la transportèrent au port de Bombay d’où elle prit l’avion pour rentrer en URSS,.
Son contenu biologique était intact. Si les tortues avaient perdu 10 % de leur poids, elles restaient en bonne santé et ne montrèrent aucune perte d'appétit.

## Communications sur la mission
Les Soviétiques gardent le plus longtemps possible secrets les objectifs de la mission Zond 5 et leur réalisation. Au lancement, ils se bornent à déclarer que Zond 5 doit faire l'étude de l'« espace extérieur ». Faute d'information précise, l'observatoire anglais de radioastronomie de Jodrell Bank et celui de Bochum suivent la trajectoire de Zond 5 en captant ses émissions radio et observent qu'il se dirige vers la Lune, puis la survole. Les responsables du programme Apollo paniquent lorsque Jodrell Bank intercepte dans la nuit du 18 au 19 septembre 1968 une conversation entre les cosmonautes Pavel Popovitch et Vitali Sevastianov à bord, semble-t-il, de Zond 5 et le centre de contrôle des vols d'Evpatoria (Ukraine). La NASA se rend compte au bout d'un moment que les cosmonautes sont à Terre et testent la chaîne de communications.
Ce n'est que le 20 septembre qu'un communiqué de l'agence Tass confirme que Zond 5 « a fait le tour de la Lune le 18 à une altitude de 1 950 km environ et a maintenu des communications stables avec la Terre », sans préciser si l'engin allait ou non revenir sur Terre. Après la récupération de la sonde le 21, le professeur Boris Petrov commente enfin à la télévision soviétique le 22 le déroulement de la mission, dont le retour dans l'atmosphère terrestre à la vitesse de 11 km/s. Enfin, il faut attendre le 15 novembre pour que la Pravda révèle que des organismes vivants étaient à bord de Zond 5, et donne des détails médicaux : les tortues ont perdu 10% de leur poids, leur analyse de sang n'a pas montré de différences notables par rapport au groupe témoin. Par contre, une accumulation excessive de glycogène et de fer a été observée dans les tissus hépatiques et des modifications de structures de la rate.
James Webb, l'administrateur de la NASA, estime que la mission est « la plus importante démonstration spatiale faite par une nation à ce jour », et les États-Unis, qui pensent que le prochain lancement soviétique vers la Lune sera habité, avancent la date du vol Apollo 8.
La sonde est exposée au musée RKK Energia.